# Gletscherstütze
Eine Gletscherstütze ist eine besondere Form der Seilbahnstütze, die bei einer Gründung auf Gletschereis eingesetzt wird. In diesem Fall sind besondere Stützenbauwerke notwendig, denn es können keine Fundamente betoniert werden, sondern die Stützen müssen schwimmend im Eis verankert werden. Da sich das Eis des Gletschers bewegt, müssen die Stützen je nach Fließgeschwindigkeit von Zeit zu Zeit in ihrer Neigung angepasst und teilweise mehrmals pro Jahr versetzt werden.
Daneben existiert auch noch die Möglichkeit, in den Gletscher ein Loch zu fräsen, um dort ein Fundament zu betonieren. Hierbei muss aber daran gedacht werden, dass das nachrückende Eis die Stütze beschädigen kann. Dies kann z. B. durch beheizbare Keile verhindert werden die das Eis im Fall des Kontakts mit der Stützenkonstruktion zum Schmelzen bringen. Eine derartige Stütze wurde für die Einseilumlaufbahn am Rettenbachferner in Sölden realisiert.
Auch die Sesselbahn zum Furggsattel oberhalb von Zermatt benutzt Gletscherstützen.
Bei der Kleinkabinenbahn Vallée Blanche kommt eine einzigartige Form einer Gletscherstütze zum Einsatz, die hängende Stütze.
Vollständig im Gletschereis verankert sind Fußpunkt und oberes Drehlager der Finaillifte 1 und 2 der Schnalstaler Gletscherbahn. 